# Emilio de la Forest de Divonne
Emilio de la Forest de Divonne (Gaeta, 7 settembre 1899 – Torino, 25 luglio 1961) è stato un dirigente sportivo italiano.

## Biografia
Dal 1936 al 1945 il conte de la Forest de Divonne fu presidente dell'allora società polisportiva Juventus, succedendo al triumvirato Enrico Craveri-Giovanni Mazzonis-Andrea Remmert che aveva assunto la reggenza dopo la morte di Edoardo Agnelli, avvenuta il 15 luglio 1935 in seguito a un incidente col suo idrovolante.
Durante la presidenza di de la Forest de Divonne la sezione calcistica bianconera vinse la Coppa Italia 1937-1938, primo titolo del club nella competizione; nella medesima stagione ottenne il secondo posto in Serie A, a due punti dal Ambrosiana-Inter. L'acquisto di maggior rilievo avvenuto durante la sua presidenza, in ambito calcistico, fu quello della futura bandiera Carlo Parola.
Inoltre, durante la sua gestione vengono inaugurate le sezioni dedicate al disco su ghiaccio e al nuoto in seno alla polisportiva Juventus O.S.A. nonché istituiti, per prima volta in Italia, gli abbonamenti per gli incontri casalinghi onde favorire la fidelizzazione dei sostenitori durante la seconda guerra mondiale; il successo dell'operazione fece sì che venisse replicata da altre società sportive del Paese.